# Браухич, Вальтер фон
Ва́льтер Ге́нрих Альфре́д Ге́рман фон Бра́ухич (нем. Walther Heinrich Alfred Hermann von Brauchitsch, 4 октября 1881, Берлин — 18 октября 1948, Гамбург) — главнокомандующий сухопутными войскaми (1938—1941), генерал-фельдмаршал немецкой армии (с 1940).

## Начало карьеры
Родился 4 октября 1881 года в Берлине в семье потомственного военного. Отец — генерал кавалерии Бернхардт Эдвард фон Браухич — был выходцем из знатного прусского дворянского рода, происходившего из Силезии. Мать — Шарлотта Берта фон Гордон — имела прусские корни. Являлся шестым ребёнком в семье. Учился во Французской гимназии в Берлине, затем в Прусской королевской военной академии в Потсдаме.
Начал службу лейтенантом в марте 1900 года в 3-м гвардейском гренадерском полку Королевы Елизаветы. С октября 1909 года — полковой адъютант 3-го гвардейского полка полевой артиллерии (обер-лейтенант). С марта 1912 года — в генеральном штабе, с декабря 1913 года — капитан.

## Первая мировая война
С началом войны — в штабе 16-го армейского корпуса. В сентябре 1914 года награждён Железным крестом 2-й степени. С октября 1915 года — в штабе 34-й пехотной дивизии (награждён Железным крестом 1-й степени), затем в штабах других дивизий. С июля 1918 года — майор.
В мае 1917 года награждён Рыцарским крестом ордена Дома Гогенцоллернов, получил ещё два ордена.

## Между мировыми войнами
Продолжил службу в рейхсвере. С 1922 года служил в военном министерстве, а с 1925 в войсках. С апреля 1925 — подполковник. С 1927 года начальник штаба 6-й дивизии и 6-го военного округа. С 1930 года начальник отдела военного министерства. С октября 1931 года генерал-майор. В 1932 году — инспектор артиллерии. В 1933 — командир 1-й пехотной дивизии и командующий 1-м военным округом. С октября 1933 — генерал-лейтенант. С 1935 года командующий 1-м армейским корпусом и 1-м военным корпусом (генерал артиллерии), с 1937 года командующий 4-й армейской группой.

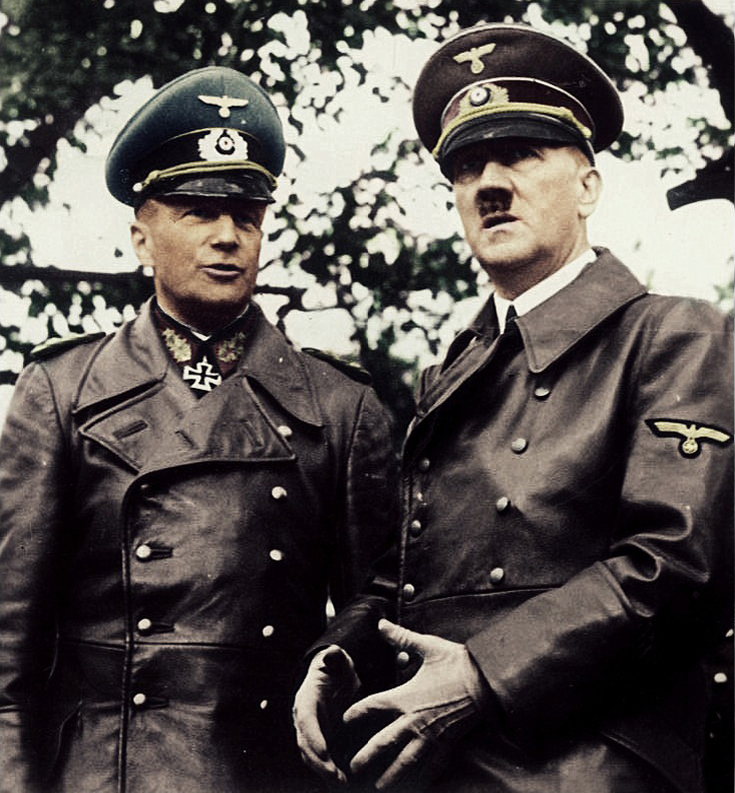
5 октября 1939 года
Вальтер фон Браухич и Гитлер на параде

4 февраля 1938 после отстранения генерала Фрича назначен главнокомандующим сухопутными войсками, произведён в генерал-полковники.

## Вторая мировая война
За Польскую кампанию 30 сентября 1939 года награждён Рыцарским крестом.
После Французской кампании 19 июля 1940 года произведён в генерал-фельдмаршалы.
После провала наступления на Москву 19 декабря 1941 года переведён в командный резерв; в военных действиях больше участия не принимал.
8 мая 1945 года взят в плен английскими войсками.
Умер в госпитале для военнопленных 18 октября 1948 года.

## Награды
- Железный крест 2-го класса (13 сентября 1914)
- Рыцарский крест ордена Фридриха 1-го класса с мечами (7 мая 1915) (Вюртемберг)
- Железный крест 1-го класса (1 октября 1915)
- Крест «За военные заслуги» (Австро-Венгрия) с мечами (1915)
- Рыцарский крест королевского ордена Дома Гогенцоллернов с мечами (15 мая 1917) (Пруссия)
- Крест «За военные заслуги» (2 января 1918) (Саксен-Мейнинген)
- Крест за выслугу лет (Пруссия) (17 апреля 1920)
- Орден Святого Иоанна Иерусалимского рыцарский крест
- Почётный крест ветерана войны (18 декабря 1934)
- Медаль «За выслугу лет в вермахте» 4, 3, 2, 1 и особого класса
- Большой крест Ордена заслуг (20 августа 1938) (Венгрия)
- Орден Немецкого Красного Креста 1 степени (5 сентября 1938)
- Медаль «В память 13 марта 1938 года» (21 ноября 1938)
- Большой крест ордена святых Маврикия и Лазаря (3 января 1939) (Италия)
- Большой крест ордена Белой розы (10 марта 1939) (Финляндия)
- Золотой партийный знак НСДАП (апрель 1939)
- Орден Югославской короны 1-й степени (1 июня 1939) (Югославия)
- Медаль «В память 1 октября 1938 года»[3] (7 июня 1939)
- Пряжка к Железному кресту 2-го класса (30 сентября 1939)
- Пряжка к Железному кресту 1-го класса (30 сентября 1939)
- Рыцарский крест Железного креста (30 сентября 1939)
- Медаль «В память 22 марта 1939 года» (30 ноября 1939)
- Крест «За военные заслуги» (1939) (Испания)
- Большой крест ордена Святого Александра с мечами (15 мая 1941) (Болгария)
- Большой крест Ордена заслуг с мечами (31 мая 1941) (Венгрия)
- Орден Михая Храброго
  - 3-го класса (11 октября 1941) (Румыния)
  - 2-го класса (11 октября 1941) (Румыния)
  - 1-го класса (11 октября 1941) (Румыния)
- Орден Креста Победы (20 октября 1941) (Словакия)
- Большой крест ордена Креста Свободы (19 июля 1942) (Финляндия)
- Орден Восходящего солнца 1-й степени (26 сентября 1942) (Япония)